# Писар Дмитро Олександрович
Дмитро Олександрович Писар (нар. 17 лютого 1989, Кривий Ріг) — український спортсмен із настільного тенісу. Майстер спорту. Шестиразовий чемпіон України з настільного тенісу. Гравець клубу суперліги України «Фортуна» (Київ).

## Життєпис
Народився 17 лютого 1989 року у Кривому Розі Дніпропетровської області. У 2004 році закінчив дев'ять класів у середній школі № 120 міста Кривий Ріг. У цьому ж році продовжив навчання у місті Дніпропетровськ у  Дніпропетровському вищому училищі фізичної культури (ДВУФК).
У 2008 році поступив до Дніпропетровського державного інституту фізичної культури та спорту та у 2012 році закінчив його з відзнакою. Тема дипломної роботи: «Соціологічний аналіз та мотивація студентської молоді до занять настільним тенісом».
У 2013 році поступив до Сумського державного університету. У 2015 році отримав другу вищу освіту за спеціальністю «медіа-комунікації» (магістр з медіа-комунікації). А у 2017 році — за спеціальністю «управління проєктами» (магістр з управління проєктами).
У 2014 році переїхав до міста Київ, де продовжив виступати за київський клуб «Фортуна». Одночасно з цим займався громадською роботою з популяризації настільного тенісу, є одним із ініціаторів створення спортивної медіагрупи на Фейсбуці «Калачевський-Писар».
З 2019 року тісно співпрацює з громадською організацією «Федерація настільного тенісу України» (ФНТУ), є відповідальним за напрямок популяризації настільного тенісу та ФНТУ в Україні. На момент 2020 року виконує обов'язки керівника піар-групи ФНТУ.
Неодружений.

## Спортивний життєпис

### Дитячо-юнацький період
Настільним тенісом розпочав займатися у шкільному віці у місті Кривий Ріг, у ДЮСШ № 8. Перший тренер — Проценко Володимир Семенович. Будучи кадетом, двічі ставав чемпіоном України серед гравців віком до 15 років. У 2002—2003 роках дістав нагороди на міжнародних юнацьких змаганнях: у 2002 році — на Всесвітньому фестивалі (Тисауйварош, Угорщина); у 2003 році — на міжнародному меморіалі Тані Карпінської (Могильов, Білорусь); у 2003 році. — на відкритому чемпіонаті Румунії серед кадетів (Бухарест).
У 13 років взяв участь у Суперлізі України, де виступив за команду «Донбас» (Волноваха). За підсумками сезону, разом з командою став бронзовим призером ліги.
У 2004 році отримав звання «Майстер спорту України».
На юнацькому чемпіонаті України для гравців віком до 18 років (м. Умань, 2007 рік) став абсолютним чемпіоном, отримавши золоті медалі у всіх номінаціях: в особистому, парному, парному змішаному та командному розрядах.
У 2007 році отримав бронзову нагороду на відкритому чемпіонаті Словаччини серед юніорів (місто Малацки).
У 2011 році у складі студентської збірної України завоював п'яте місце на XXVI Всесвітньої універсіаді в Китаї (м. Шеньчжень).

### Професійна кар'єра гравця
Починаючи з 2002 року брав участь у Суперлізі Клубного чемпіонату України. У різні роки, в період з 2002 по 2020 рр. виступав за команди: СК «Печерськ» (Київ), СК «Причорномор'я» (Дніпропетровськ), СК «Ізмаїл» (Ізмаїл), СК «Норд» (Донецьк), «Donbass TPK» (Донецьк), «Фортуна» (Київ). Значну роль у становленні його як професійного гравця відіграли тренери: В. А. Чередниченко, І.Ф. Чорнобаб, С.Ж. Коркін, О.І. Тригуб.
Тричі ставав чемпіоном суперліги України: у сезонах 2009—2010 та 2010—2011 — з командою СК «Норд» (Донецьк); у сезоні 2015—2016 — з командою «Фортуна» (Київ). У 2019 році з командою «Фортуна» (Київ) отримав Суперкубок України.
Крім участі у клубному чемпіонаті України, грав у чемпіонатах інших країн:
- сезон 2008/09 — російська прем'єр-ліга та суперліга, команда «Локомотив» (Нижній Новгород);
- сезони 2012/13 та 2013/14 — Бундесліга-2 (Німеччина), команда «Indeland Julich» (Юліх), два роки поспіль срібна нагорода за підсумками сезонів;
- сезон 2016/17 — суперліга (Туреччина), команда «Istanbul Kupasi T.S.K.D.» (Стамбул);
- сезон 2017/18 — суперліга (Туреччина), команда «Garanti Koza» (Стамбул); срібна нагорода за підсумками сезону[5];
- сезон 2018/19 — суперліга (Туреччина), команда «Koza» (Стамбул); бронзова нагорода за підсумками сезону.

Виступаючи на національних чемпіонатах України з настільного тенісу, одержав 25 нагород, шість разів ставав чемпіоном України (в парному та командному розрядах).
У 2020 році (6 червня) посів перше місце у рейтингу Федерації настільного тенісу України.

### Громадська діяльність у  Федерації настільного тенісу України
З 2019 року тісно співпрацює з Федерацією настільного тенісу України. Є автором плану з популяризації настільного тенісу України, який був представлений на розгляд виконавчого комітету ФНТУ.
З 2019 року виконує обов'язки керівника піар-групи ФНТУ. Постійно працює над підвищенням інформаційного забезпечення змагань з настільного тенісу, займається розробкою та просуванням всеукраїнських інтернет-проєктів, пов'язаних з популяризацією настільного тенісу. Взяв активну участь у розробці проєкту реформування клубного чемпіонату України на період 2020—2022 рр.

### Професійна діяльність
Починаючи з 2015 року, щорічно організовує навчально-тренувальні збори у складі команди «Калачевський-Писар».